# Gerarctia poliotis
Gerarctia poliotis is een vlinder uit de familie uilen (Noctuidae). De wetenschappelijke naam is voor het eerst geldig gepubliceerd in 1905 door Hampson.
De soort komt voor in Europa.